# Дом Амина
Дом Амин — крупное историческое здание в Исфахане, Иран. Дом был построен в эпоху правления династии Каджаров.
За время расширения города здание потеряло свой двор, поэтому его веранда выходит сейчас непосредственно на улицу. Внутренняя отделка дома включает декоративную штукатурку, резные зеркала и покрытые мозаикой двери.
30 июля 2007 года здание было внесено в список национального исторического наследия Ирана под регистрационным номером 12299.